# Renato Spallanzani
Renato Spallanzani (* 1. November 1910 in Scandiano; † 17. Mai 2001) war Bischof von Palestrina.

## Leben
Renato Spallanzani empfing am 12. Juli 1936 die Priesterweihe.
Papst Paul VI. ernannte ihn am 8. September 1964 zum Weihbischof in Viterbo e Tuscania und Titularbischof von Mazaca. Der Vicegerente für das Bistum Rom, Luigi Kardinal Traglia, spendete ihm am 11. Oktober desselben Jahres die Bischofsweihe; Mitkonsekratoren waren Filippo Pocci, Weihbischof in Rom, und Giuseppe Bonacini, Bischof von Bertinoro.
Er nahm an der dritten und vierten Sitzungsperioden des Zweiten Vatikanischen Konzils teil.  Der Papst ernannte ihn 1967 zum Weihbischof im Bistum Pitigliano-Sovana-Orbetello. Am 23. April 1970 wurde er zum Weihbischof in Siena ernannt und am 18. März 1972 zum Bischof von Alghero. Zum Bischof von Palestrina wurde am 7. Oktober 1975 ernannt. Am 2. April 1986 nahm Johannes Paul II. seinen altersbedingten Rücktritt an.